# Whaddon, Stroud
Whaddon är en by i civil parish Brookthorpe-with-Whaddon, i distriktet Stroud, i grevskapet Gloucestershire i England. Byn är belägen 5 km från Gloucester. Whaddon var en civil parish fram till 1935 när blev den en del av Brookthorpe och Gloucester. Civil parish hade 438 invånare år 1931. Byn nämndes i Domedagsboken (Domesday Book) år 1086, och kallades då Wadune.